# McDonnell Douglas MD-12
De McDonnel Douglas MD-12 was een vliegtuigontwerp van de Amerikaanse fabrikant McDonnell Douglas. Het ontwerp werd rond 1990 gemaakt. Het vliegtuig zou een herbouw worden van het eerdere viermotorige vliegtuigontwerp van de fabrikant Douglas Aircraft Company.
Het moest een groter vliegtuig worden met meer capaciteit dan de MD-11, het driemotorige vliegtuig van dezelfde fabrikant. Het ontwerp breidde uit tot een viermotorig vliegtuig, dat een veel grotere romp zou hebben dan de MD-11, met twee dekken boven elkaar. Het ontwerp leek sterk op de in 2005 in gebruik genomen Airbus A380 van Airbus en een ontwerp van Boeing, de Boeing NLA. Er werden geen bestellingen geplaatst, en nadat McDonnell Douglas samenging met Boeing, werd er niet meer over het ontwerp gepraat.

## Kenmerken
- Bemanning: 2 (1 piloot, 1 co-piloot)
- Capaciteit: 430 passagiers in drie klassen, afhankelijk van de indeling kon dit oplopen tot 511 passagiers
- Lengte: 63,40 meter
- Spanwijdte: 64,92 meter
- Hoogte: 22,55 meter
- Vleugeloppervlak: 543,1 m²
- Leeg gewicht: 187.650 kg
- Maximaal startgewicht: 430.500 kg
- Motoren: 4x turbofan General Electric CF6-80C2-motoren
- Maximaal stuwkracht per motor: 274 kN